# Arthur Gould
Arthur Gould (Newport, 10 ottobre 1864 – Newport, 2 gennaio 1919) è stato un rugbista a 15 gallese che giocava come centro ed estremo. Era soprannominato Monkey (scimmia) per la sua passione di arrampicarsi sugli alberi.
Giocò per 16 anni al Newport RFC, dal 1882 al 1898. Il suo debutto risale al 18 novembre 1882, a soli 18 anni, contro il Weston-super-Mare al Rodney Parade. Trovandosi spesso a viaggiare per motivi di lavoro, ebbe anche l'opportunità di giocare saltuariamente con diverse squadre britanniche.
Il 3 gennaio 1885 fece il suo esordio con la nazionale giocando contro l'Inghilterra durante l'Home Championship.
È stato il centro con più presenze per il Galles fino a quando Steve Fenwick del Bridgend RFC lo batté il 15 marzo 1980 giocando al Lansdowne Road. Gould ha all'attivo 27 presenze con la nazionale (2 da estremo, 25 da centro) e la sua ultima partita internazionale risale al 9 gennaio 1897 sempre contro l'Inghilterra. Quel match fu disputato davanti a 17.000 tifosi al Rodney Parade e il Galles vinse 11-0. Quella fu inoltre la diciottesima volta di Gould come capitano, record battuto solo ne 1994 da Ieuan Evans.
Gould si ritirò dal rugby una prima volta nel 1896, ma fu convinto a tornare e disputò un'altra stagione.
Con la nazionale vinse un Home Championship con la Triple Crown (1893).
Morì a 54 anni a causa di un'emorragia interna dopo essersi ammalato sul lavoro. Il suo funerale è ricordato come il più grande visto in Galles fino a quello di David Lloyd George 26 anni dopo.
Nel giugno 2007 è stato ammesso nella Welsh Sports Hall of Fame.
Due fratelli di Arthur giocarono a loro volta per la nazionale: Bob (11 presenze come avanti) e Bert (3 presenze come centro).